# Chinesischer Wacholder
Der Chinesische Wacholder (Juniperus chinensis) ist eine Pflanzenart aus der Familie der Zypressengewächse (Cupressaceae). Sie ist im östlichen Asien heimisch.

## Beschreibung

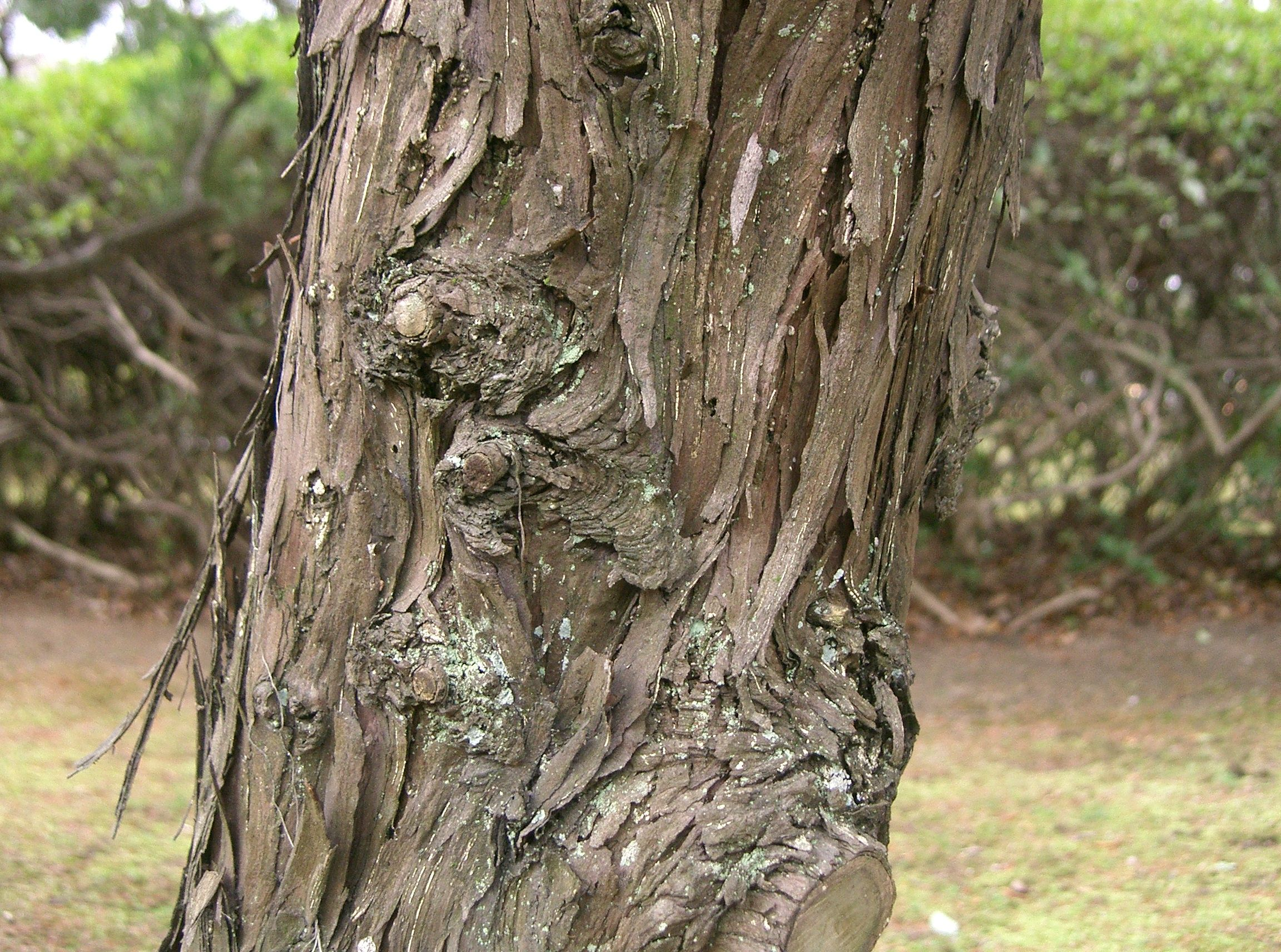
Stamm des Chinesischen Wacholder (Juniperus chinensis)

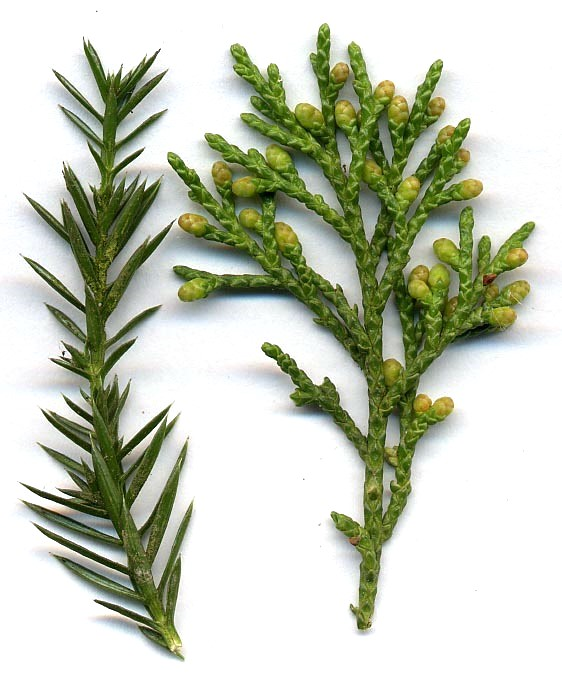
Nadel- und Schuppenblätter des Chinesischen Wacholder (Juniperus chinensis)

### Erscheinungsbild und Blatt
Die vier Varietäten des Chinesischen Wacholder wachsen als immergrüne niederliegende und aufrechte Sträucher oder als Bäume, die Wuchshöhen bis zu 25 Meter und Brusthöhendurchmesser bis zu 60 Zentimeter erreichen. Die Krone ist je nach Varietät kegelförmig oder offen, breit und unregelmäßig. Die braune bis zimtfarbene Stammrinde löst sich in dünnen Platten oder Streifen ab. Die Äste sind je nach Wuchsform spreizend bis aufrecht angeordnet. Die stielrunden oder vierkantigen Zweige sind rotgrün gefärbt, unbehaart und bei einem Durchmesser von 1,0 bis 1,2 Millimeter gerade oder leicht gekrümmt.
Es können sowohl schuppenförmige als auch nadelähnliche Blätter vorhanden sein. Die nadelförmigen, beinahe lanzettlichen Blätter stehen bei einer Länge von (selten 3 bis) 6 bis 12 Millimeter und einer Breite von 0,8 bis 1,5 Millimeter kreuzgegenständig oder in dreizähligen Wirteln. Sie besitzen auf der Blattoberseite zwei weiße stomatöse Bänder; auf der Blattunterseite sind sie hell- bis dunkelgrün und leicht gekielt. Die schuppenähnlichen, kreuzgegenständigen Blätter sind dunkelgrün, rautenförmig, eng angepresst und stumpf. Sie sind 1,5 bis 3 Millimeter lang sowie 1 Millimeter breit und besitzen auf der Blattunterseite eine längliche Drüse.

### Generative Merkmale
Der Chinesische Wacholder ist meist zweihäusig (diözisch) und selten einhäusig (monözisch) getrenntgeschlechtig. Die männlichen Blütenzapfen erscheinen im Februar bis April und stehen einzeln und endständig an den Zweigen mit schuppenähnlichen Blättern. Sie sind ellipsoid geformt und gelb gefärbt und besitzen bei einer Länge von vier bis sechs Millimeter und einer Breite von zwei bis drei Millimeter 14 bis 18 Mikrosporophylle, von denen jede drei oder vier Pollensäcke besitzen. Die etwa kugeligen Samenzapfen besitzen kurze Stiele und sind je nach Varietät im reifen Zustand braun bis blauschwarz gefärbt. Sie messen vier bis zehn Millimeter im Durchmesser und enthalten meist drei (selten einen, vier oder fünf) braune Samen.

### Chromosomenzahl
Die Chromosomenzahlen betragen 2n = 22, 33, 44.

## Verbreitung und Standort
Der Chinesische Wacholder ist mit seiner Nominatform Juniperus chinensis var. chinensis in China, Japan, Taiwan, Korea und Myanmar beheimatet. Varietäten sind darüber hinaus auch im fernöstlichen Russland anzutreffen. Er besiedelt felsige Meeresküsten und felsige Areale in Höhenlagen von 1400 bis 2300 Meter.

## Systematik
Juniperus chinensis wurde 1767 von Carl von Linné in Mantissa Plantarum. Generum Editionis vi et Specierum Editionis II. S. 127, erstbeschrieben. Synonyme für Juniperus chinensis L. sind unter Anderen Juniperus dimorpha Roxb. und Sabina chinensis (L.) Antoine.
Innerhalb dieser Art werden vier Varietäten beschrieben:
- Juniperus chinensis var. chinensis (Syn.: Juniperus barbadensis Thunb., Juniperus cabiancae Vis., Juniperus cernua Roxb., Juniperus flagelliformis hort. ex Loudon, Juniperus fortunei hort. ex Carrière, Juniperus sinensis J.F.Gmelin, Juniperus sphaerica Lindl., Juniperus thunbergii Hook. & Arn., Juniperus virginica Thunb.): Die Nominatform ist ein aufrechter Strauch oder Baum. Sie ist in China, Japan, Taiwan, Korea und Myanmar beheimatet.[1]
- Juniperus chinensis var. sargentii Henry (Syn.: Juniperus procumbens Sarg., Juniperus sargentii (Henry) Takeda ex Nakai): Er ist im nordöstlichen China, im fernöstlichen Russland, in Korea und Japan beheimatet.[1]
- Juniperus chinensis var. taiwanensis R.P.Adams & C.F.Hsieh: Sie ist auf Taiwan endemisch. Sie wird von manchen Autoren als Varietät Juniperus tsukusiensis var. taiwanensis (R.P.Adams & C.F.Hsieh) R.P.Adams der Art Juniperus tsukusiensis Masam. zugeordnet.[1]
- Juniperus chinensis var. tsukusiensis (Masam.) Masam. (Syn.: Juniperus tsukusiensis Masam.): Die Heimat ist die südöstlich der japanischen Hauptinseln gelegene japanische Insel Yakushima. Sie wird von manchen Autoren auch als eigenständige Art angesehen: Juniperus tsukusiensis Masam..[1]

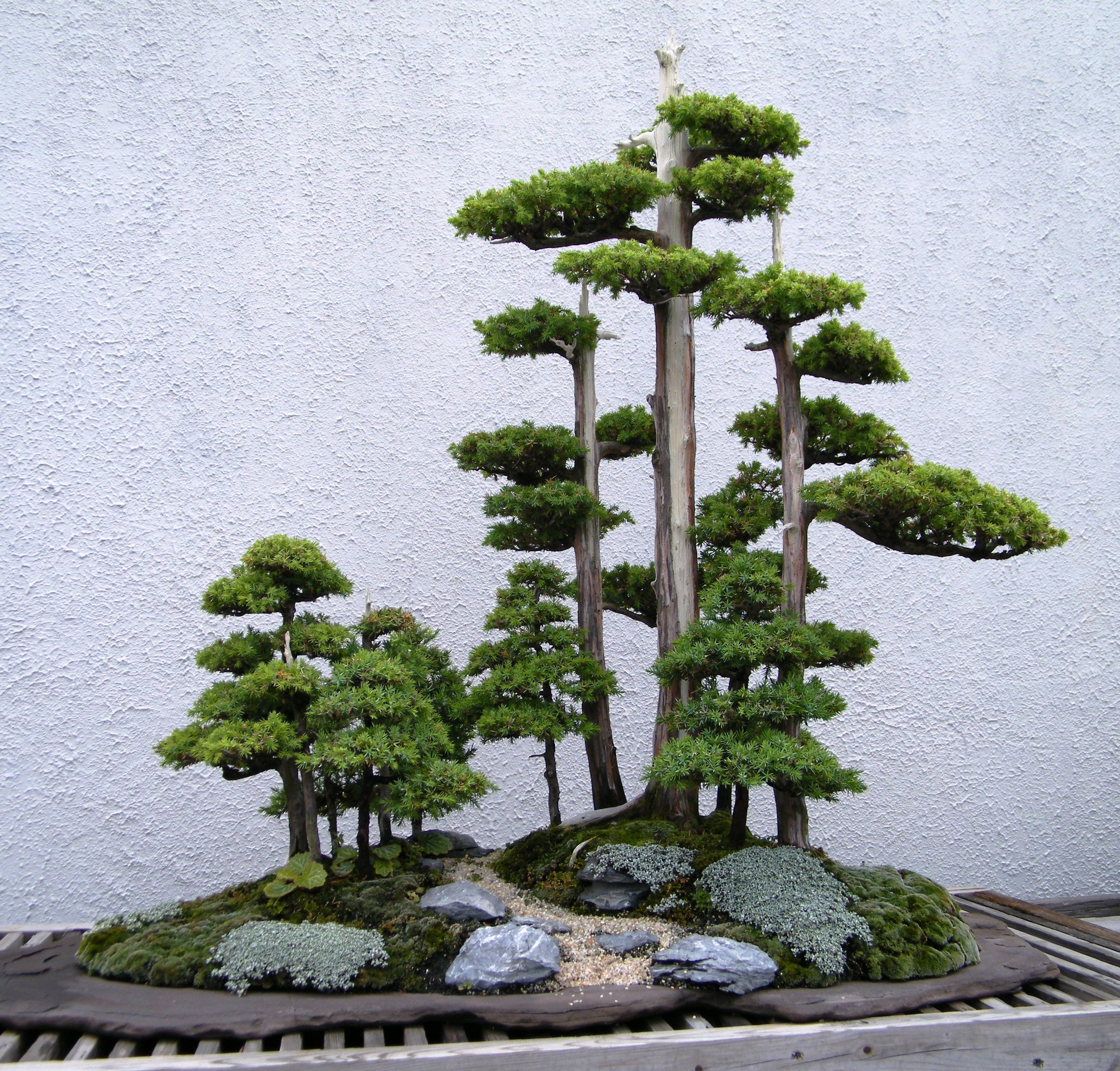
Bonsai-Gruppe des Chinesischen Wacholder (Juniperus chinensis)

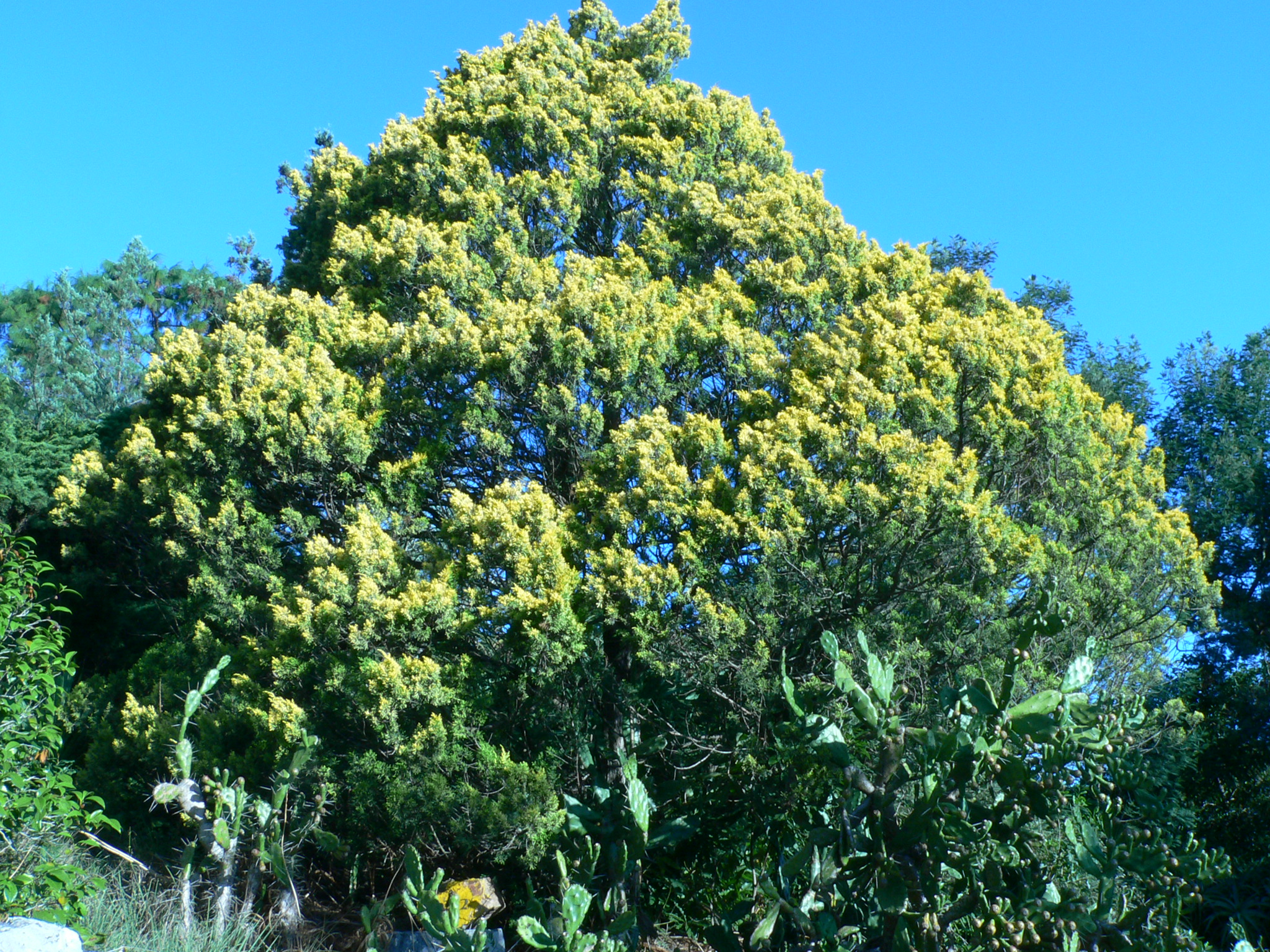
Kulturform „Aurea“ des Chinesischen Wacholder (Juniperus chinensis)

## Gefährdung und Schutz
Juniperus chinensis wird von der IUCN in der Roten Liste gefährdeter Arten gelistet und als nicht gefährdet geführt. Wie für die hier ebenfalls genannte Varietät Juniperus chinensis var. tsukusiensis werden neue Datenerhebungen als für nötig erachtet.

## Nutzung
Der Chinesische Wacholder ist eine weitverbreitet gärtnerisch verwendete Pflanze und neben dem Gemeinen Wacholder die am häufigsten als Gartenpflanze genutzte Wacholderart. Die Sorten „Aurea“, „Blaauw“, „Kaizuka“, „Obelisk“, „Pyramidalis“ und „Variegata“ werden in diesem Zusammenhang genannt.  Auch in der Gartenkunstart Bonsai findet der Chinesische Wacholder Verwendung.